# Complesso monumentale dell'Anfiteatro
Il complesso monumentale dell'Anfiteatro è situato in un'ampia zona a nord di Spoleto, fuori dalla prima cinta muraria, sulla sponda sinistra del torrente Tessino. Occupa un'area di circa 17.000 m², una città nella città, che comprende i resti di un anfiteatro romano, tre grandi chiostri, giardini, cortili e due ex monasteri con le rispettive chiese: la chiesa dei SS. Stefano e Tommaso e la chiesa di San Gregorio Minore o de griptis.
L'intero complesso per più di un secolo è stato impiegato per usi militari, rimanendo per molti anni un blocco isolato dalla città, dimenticato e non considerato, pur costituendo un buon 10% del centro storico cittadino.
Ad oggi (dicembre 2014) sono stati recuperati solo alcuni locali tra cui la ex chiesa dei SS. Stefano e Tommaso adibita ad auditorium.
Il resto degli edifici è in attesa di ristrutturazione; l'amministrazione comunale nel 2007 ha quantificato in 36 milioni di euro la spesa per il recupero dell'intero complesso.

## Storia

### L'anfiteatro
Venne scoperto nei primissimi anni del novecento all'interno della Caserma Minervio da Giuseppe Sordini, che negli anni seguenti si adoperò costantemente per proteggere e valorizzare l'antico monumento.

La sua edificazione si può collocare fra il I e il II secolo d.C., 
 L'opera era di notevoli proporzioni: le misure approssimative stimate da Giovanni Battista Bracceschi già nel XVI secolo furono di m. 115 x 85; Achille Sansi, in occasione di alcuni lavori di sterro, fece una stima appena superiore: m. 119 x 90. Nel 1912, grazie alle prime metodologie nell'indagine archeologica adottate dal Sordini, fu possibile realizzare una planimetria. Successivamente nel 1938 Carlo Pietrangeli organizzò i rilievi topografici che determinarono le dimensioni in m. 115 x 84. La circonferenza, circa la metà di quella del Colosseo, fece stimare una capienza di circa 30.000 spettatori.

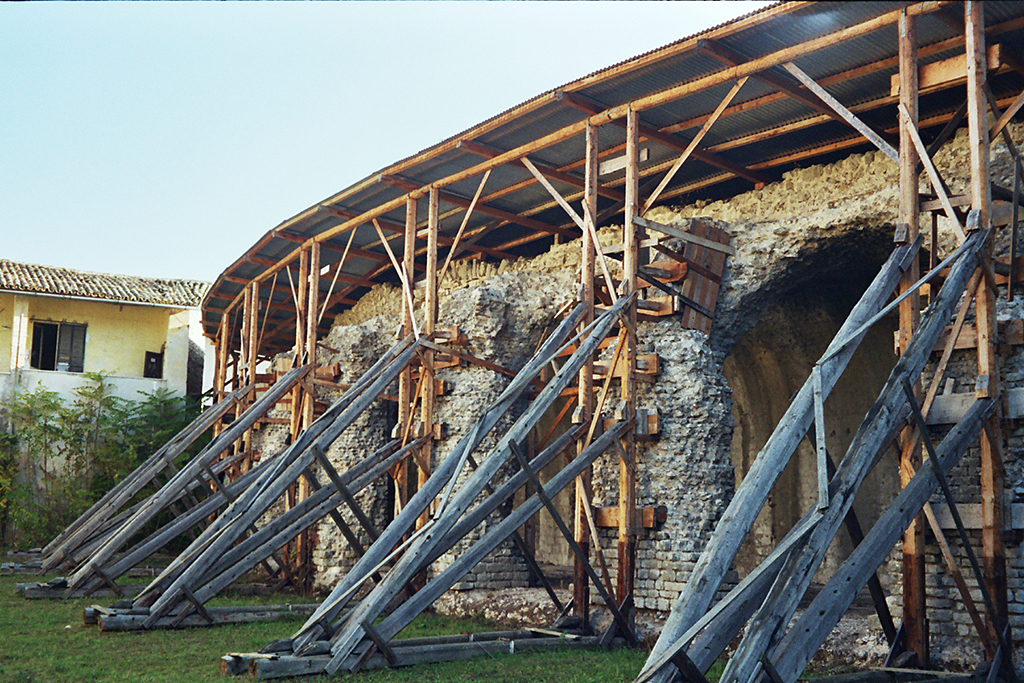
Resti delle arcate messe in sicurezza

In parte circondato dal Tessino, che all'epoca romana era un vero e proprio fiume, l'anfiteatro si trovava a soli 150 m. dal Ponte Sanguinario. Venne costruito a forma di ellisse su due ordini sovrapposti terminanti forse con un attico e circondato da ambulacri con 64 arcate che si aprivano verso il fiume e le campagne circostanti. La struttura muraria era in opus vittatum, muro a secco, probabilmente rivestito da un paramento in pietra. 
La sua grandiosità ci informa sul ruolo che la città di Spoletium aveva in quel periodo storico: sicuramente doveva trattarsi di un centro popoloso, caratterizzato da un'intensa vita culturale, artistica e politica.
Per circa tre secoli fu utilizzato per la realizzazione di spettacoli circensi, gladiatorii e, secondo gli agiografi medioevali, per i martirii di alcuni santi spoletini uccisi con l'impiego di animali feroci. 
Essendo stato costruito fuori dalla cinta muraria, privo quindi di protezione, dopo decenni di abbandono, venne occupato da Totila che nel 545 ne cambiò la destinazione d'uso: furono chiusi alcuni ambulacri verso il torrente, e gli accessi all'arena e alla cavea verso la città. L'anfiteatro divenne un presidio fortificato, base per l'occupazione della città. L'area fu utilizzata anche dalla cavalleria longobarda, in quanto consentiva l'alloggiamento e l'addestramento dell'esercito a cavallo. Si può ipotizzare che l'anfiteatro sia stato luogo di primaria importanza per l'organizzazione della sede del ducato di Spoleto. Faceva parte della Vaita Ponzianina.
Nel XII secolo le arcate dell'ambulacro furono adibite a botteghe di commercianti, mentre sopra la cavea e l'arena cominciavano a sorgere la chiesa di San Gregorio Minore ed il Monastero del Palazzo. Nel secolo seguente l'anfiteatro divenne una cava di pietre a beneficio della costruenda Rocca Albornoziana. 
Venne abbondantemente depauperato anche per la costruzione di altri edifici cittadini, di campanili e fondamenta. Successivamente le arcate sud furono tamponate per ricavarne abitazioni.

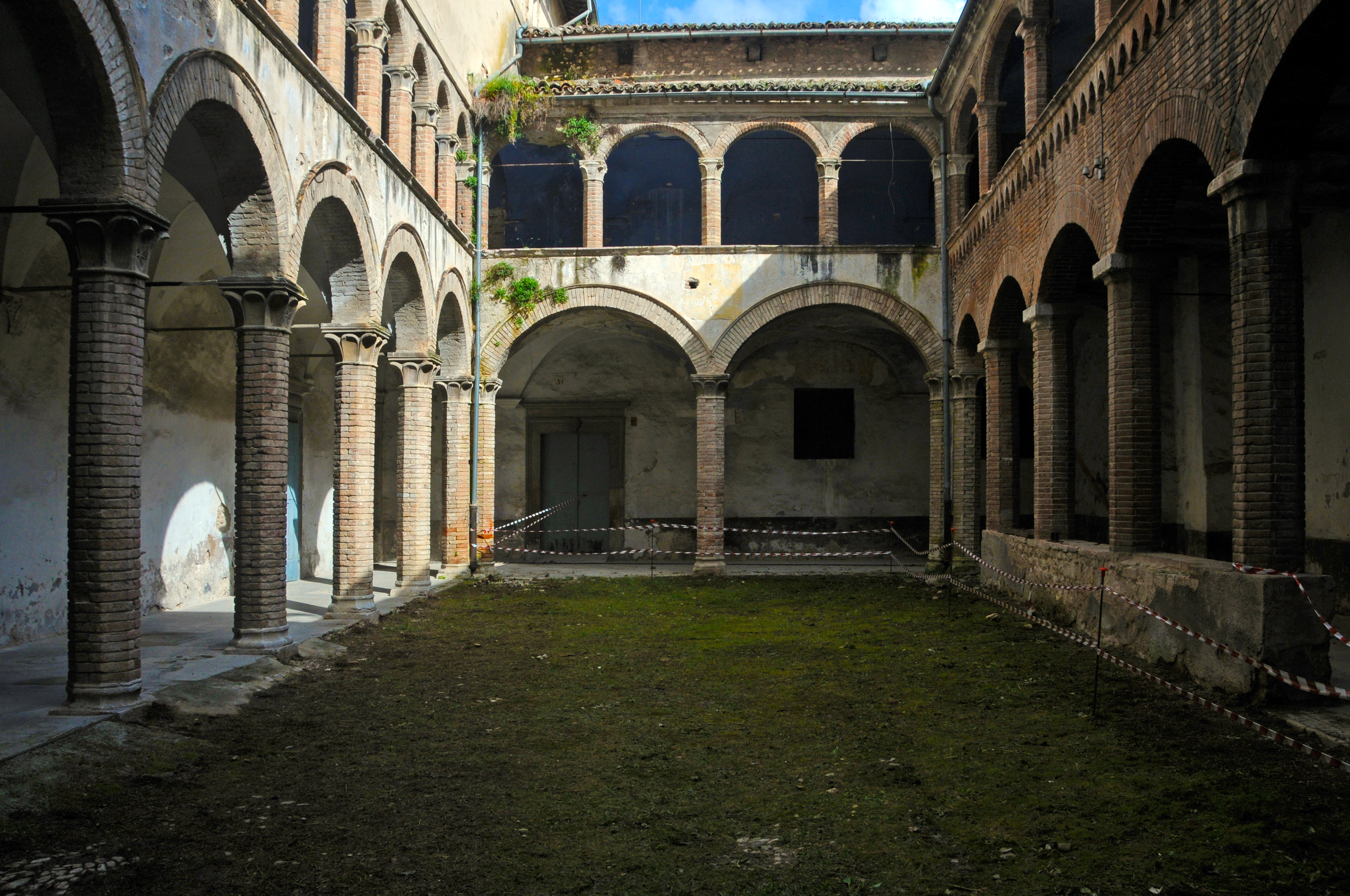
Monastero della Stella

L'intero complesso venne inglobato all'interno della nuova cinta muraria eretta dopo il 1297; la zona, comprensiva della basilica di San Gregorio Maggiore, da vecchio suburbio nord-occidentale, si trasformò in quartiere residenziale, nuovo borgo della città.
Attualmente dell'anfiteatro rimangono buona parte di un piano e avanzi di un piano superiore. Il tratto ancora visibile dell'ambulacro comprende 17 arcate, uno dei due corridoi d'ingresso largo 3,80 m. e un altro piccolo corridoio d'accesso alle gradinate, largo 2,30 m..

### L'ex monastero della Stella
Nato per accogliere un grande ospedale che insieme all'Ospedale di S. Matteo, già attivo dal 1227, potesse soddisfare i bisogni assistenziali degli spoletini e sostituire l'ospedale già esistente dal 1178 presso la chiesa di san Gregorio Maggiore. Per molti anni è stato la residenza della più ricca comunità monastica spoletina. Fu il vescovo Bartolomeo Accoramboni nel 1254 a patrocinare l'istituzione di un nuovo ospedale, dopo la scoperta di alcuni cadaveri di neonati in un pozzo; secondo la tradizione, fu una luce divina ad orientarne il ritrovamento. Dispose quindi che vi fossero accolti poveri e pellegrini, ma soprattutto i neonati esposti.

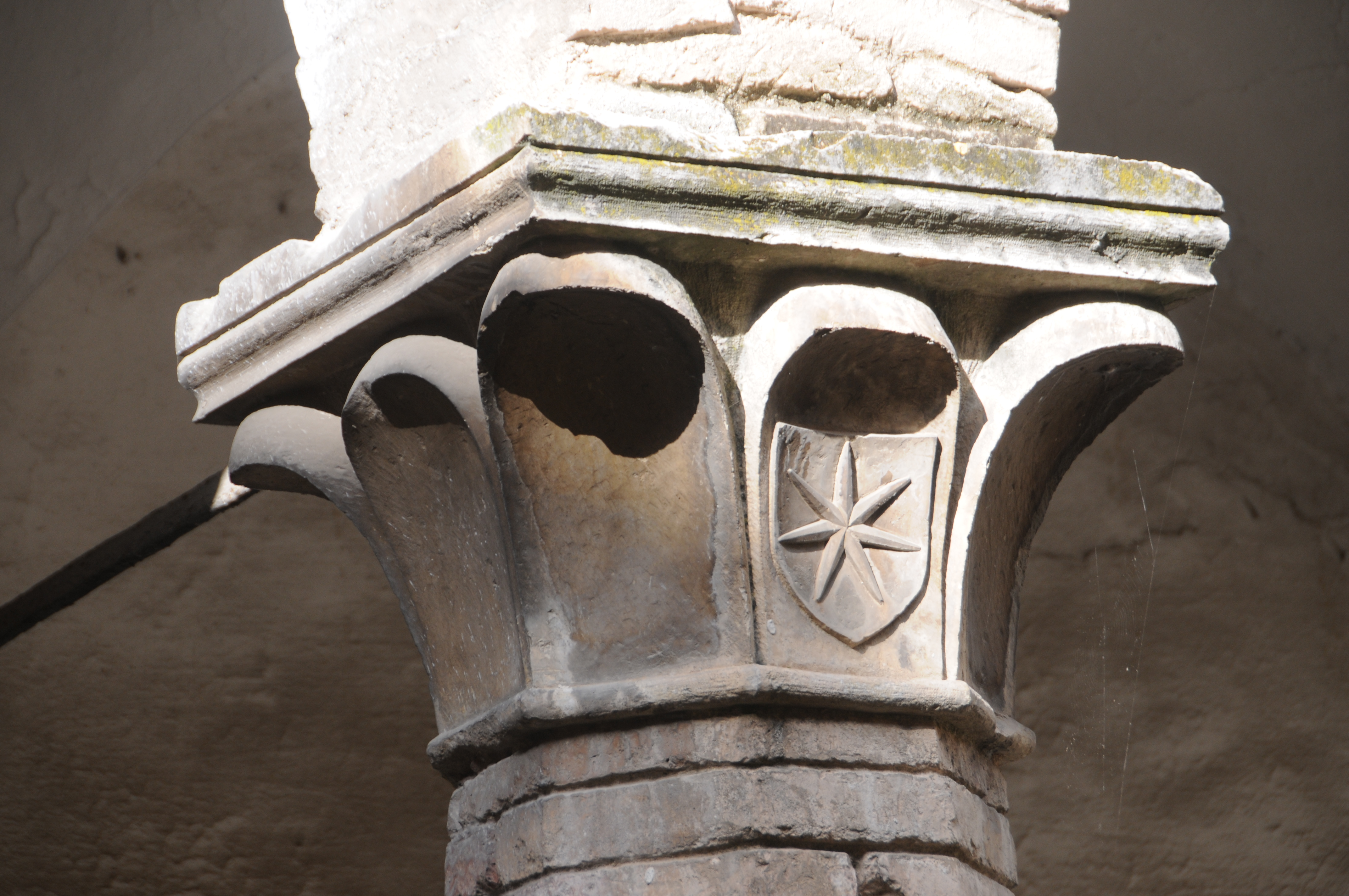
Monastero della Stella portico trecentesco, capitello con la stella, simbolo del ricco ordine monastico

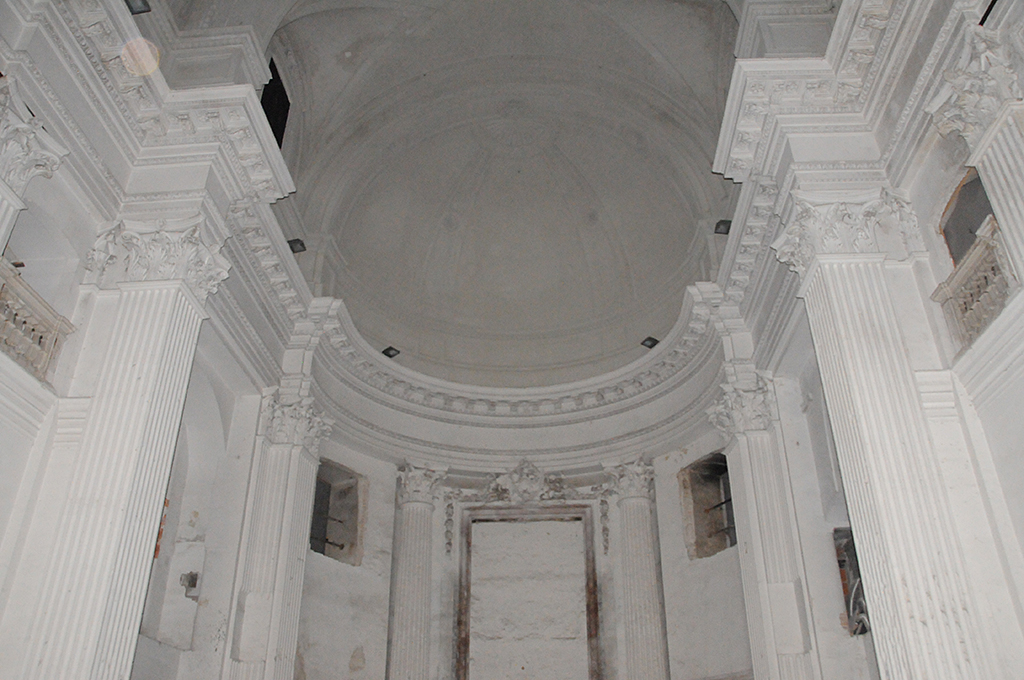
Particolare della tribuna della chiesa dei SS. Tommaso e Stefano

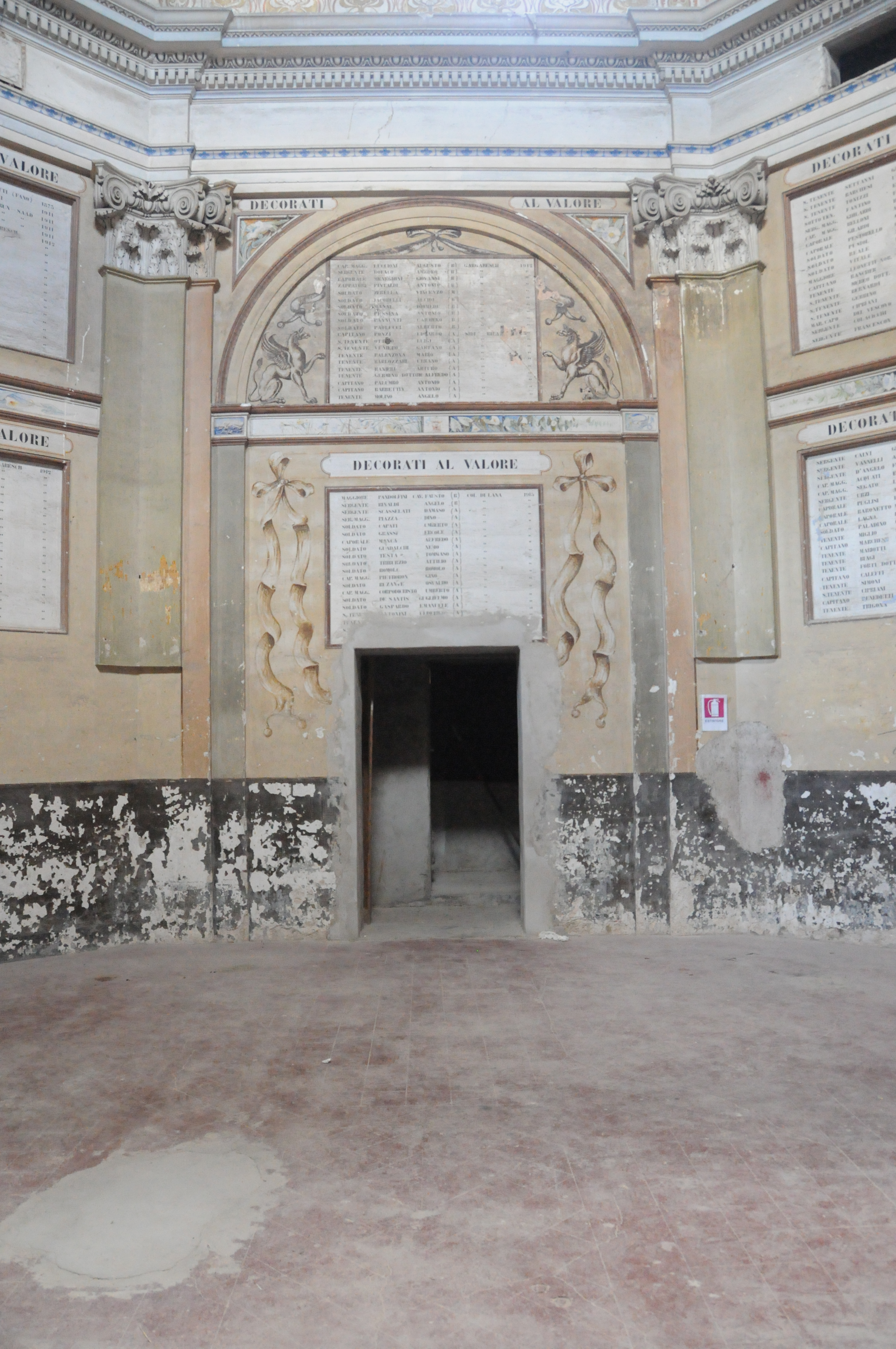
L'oratorio. Sono visibili gli elenchi dei caduti

La gestione fu affidata alle monache agostiniane di clausura provenienti dal monastero di San Tommaso, sull'omonimo colle, e a laici oblati che avevano come distintivo una stella bianca, da cui il nome della chiesa chiamata Santa Maria della Stella e dell'oratorio, eretto nel 1259 e pertinente all'ospedale, chiamato Santo Stefano della Stella. 
L'attività benefica continuò florida per almeno due secoli, poi le agostiniane nel 1443, favorite dal papa Eugenio IV, dismisero la cura e l'assistenza degli infermi e degli esposti per concentrarsi su altre attività e sul monastero, che vollero ingrandire ed arricchire. Divenne così una spaziosa e aristocratica residenza per religiose di distinta estrazione, che trovavano nel monastero dimora confortevole quanto quella di provenienza. Dedicavano il loro tempo alle attività musicali, letterarie e di ricamo, godendo di speciali privilegi in totale indipendenza anche dal vescovo.
Gli ampliamenti da loro apportati furono notevoli: le architetture si fecero più grandiose con la realizzazione di porticati e chiostri e di nuovi edifici adibiti a dormitori. Nello stesso periodo venne ampliata la chiesa di Santo Stefano che nell'occasione venne rinominata chiesa dei SS. Stefano e Tommaso. L'antico emblema della stella, impresso in ogni luogo, nei muri e nei mobili, divenne un ricercato blasone appannaggio di una eletta casta.
Mentre il piano terra ha conservato elementi cinquecenteschi, ai piani superiori si verificarono importanti rimaneggiamenti al tempo in cui gli ambienti furono adattati a caserma. La grande sala di circa 250 m², nata come refettorio, venne attrezzata ed utilizzata come lavanderia. L'antica cucina venne suddivisa in più stanze per ottenere magazzini e vani per stoccaggio merci; il monumentale camino, ancora presente, occupa un'intera stanza. Le celle monastiche vennero trasformate in abitazioni dei militari.

### L'ex chiesa dei SS. Stefano e Tommaso
La chiesa, comunemente chiamata Santa Maria della Stella ma consacrata ai santi Stefano e Tommaso, ristrutturata su disegno di Giovan Battista Dotti tra il 1786 e il 1793, è un'importante testimonianza delle tendenze neoclassiche del tardo Settecento nelle architetture spoletine. L'interno è ornato con raffinate decorazioni in stucco nella zona del presbiterio e dell'abside; si compone di una sola grande aula luminosa ripartita da un ordine unico di lesene che scandiscono nicchie rincassate, dove un tempo si trovavano altari rivestiti in marmo.
Le strutture architettoniche di tutto il complesso subirono gravi danni in occasione del terremoto del 1895: la guglia del campanile della chiesa, divenuta pericolante, fu demolita.
Gli altari, una Croce trecentesca, sagomata e dipinta attribuita al Maestro di Cesi ed alcune tele settecentesche di Stefano Parrocel (Incredulità di S. Tommaso del 1758) e di Jacopo Alessandro Calvi che ornavano l'ambiente, furono in seguito trasferiti nella pinacoteca del Palazzo Comunale e nel Complesso monumentale di San Nicolò. La Croce attualmente (2015) è esposta nelle sale del Museo nazionale del Ducato di Spoleto.
La chiesa è stata restaurata e viene utilizzata per spettacoli, concerti e manifestazioni culturali.

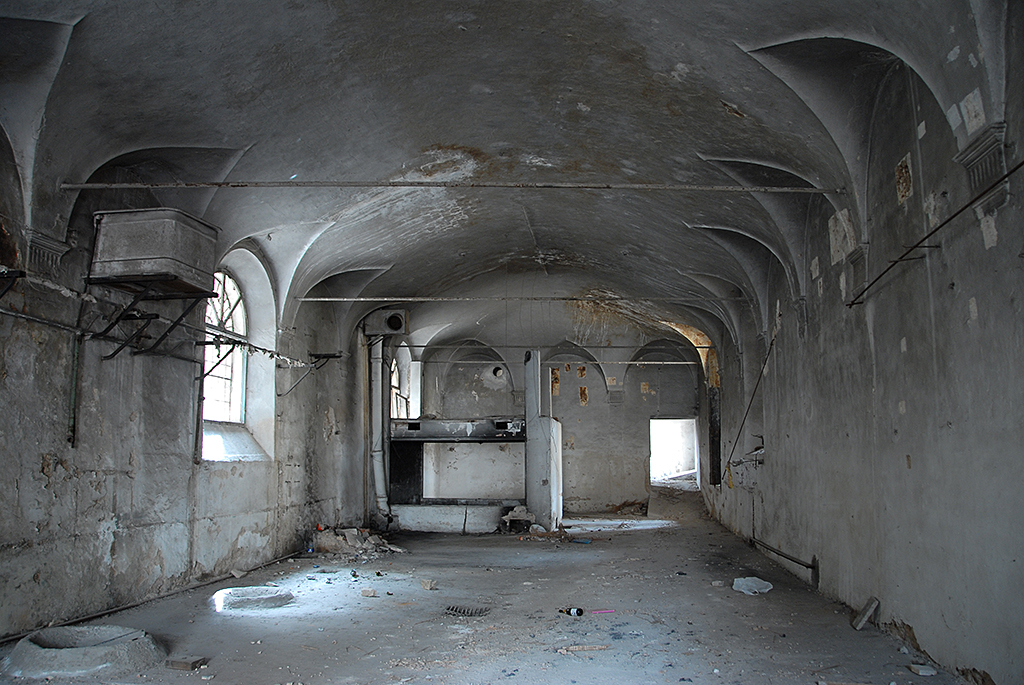
Cucina

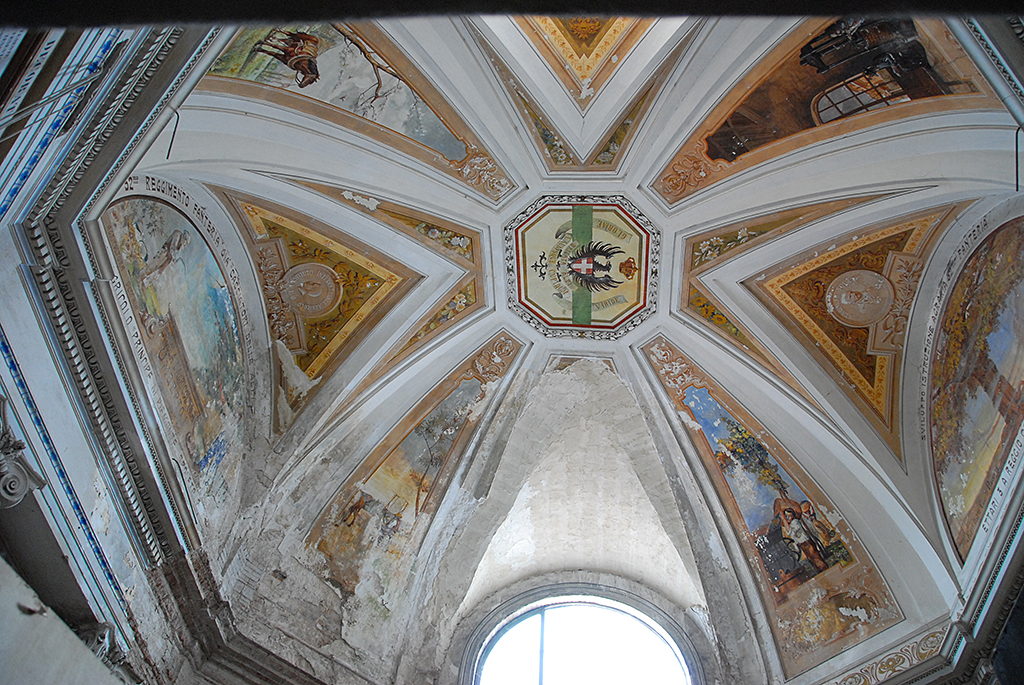
La cupola a ottagono dell'oratorio

### I chiostri e l'oratorio
Accanto all'ingresso della chiesa si trova l'accesso al primo chiostro, il più piccolo, risalente al XIV secolo; il lato destro presenta una serie di archi a sesto ribassato. L'ordine superiore è diviso dall'inferiore da una cornice ad archi trilobati ed ha come l'inferiore archi ribassati. Gli altri due lati sono cinquecenteschi e presentano archi a tutto sesto divisi da pilastri in cotto di forma ottagonale con capitelli in pietra, dove è presente il simbolo della stella a sei punte.
Al piano terra un passaggio conduce al secondo chiostro, di epoca tardo rinascimentale, a due ordini, terminato nel 1596. Si passa quindi all'oratorio e ad un'ala del monastero rinnovata nel Settecento. 
L'oratorio intitolato a santo Stefano, di forma ottagonale, annesso all'ospedale, venne eretto nel 1259. Fu poi ristrutturato per farne il sacrario ai caduti della prima guerra mondiale. Sono ancora visibili all'interno le iscrizioni dedicate alle varie battaglie, gli affreschi agiografici e le liste dei caduti. Il tutto versa in un pessimo stato di conservazione.

### L'ex monastero del Palazzo
Accanto alla facciata della ex chiesa di San Gregorio Minore si trova l'accesso all'ex monastero del Palazzo sorto sopra l'area dell'anfiteatro. Divenne sede di insediamenti monastici, prima di sacerdoti, poi nel 1403 delle monache clarisse provenienti dal monastero di Santa Maria inter Angelos situato lungo il Giro dei condotti, luogo isolato che non garantiva più la sicurezza.

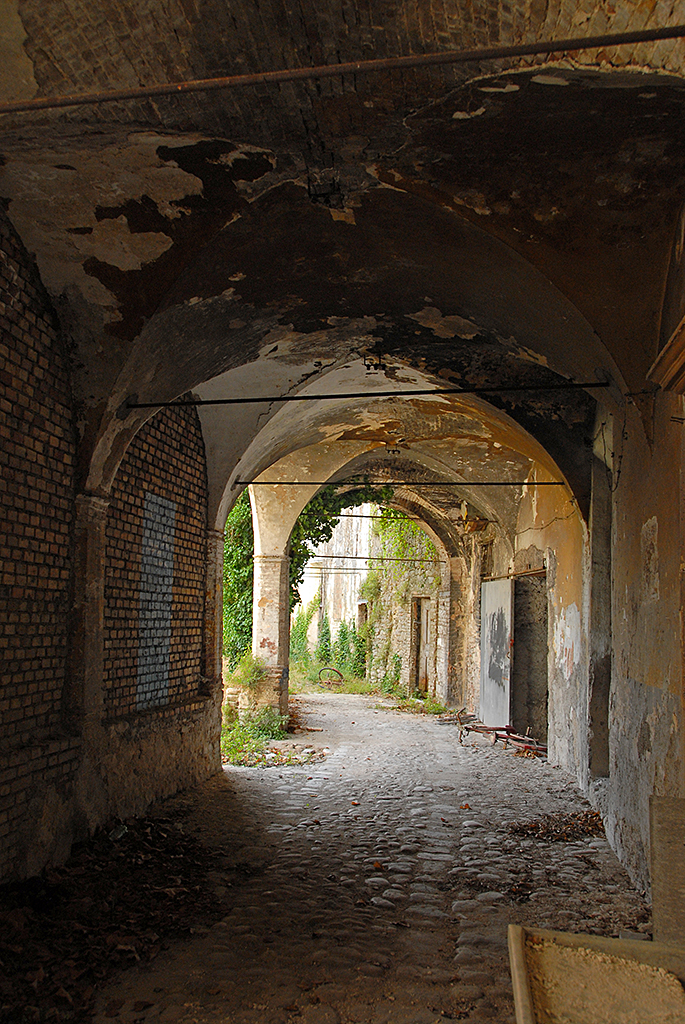
Monastero del Palazzo

Una serie di archeggiature segue l'andamento curvilineo del sottostante ambulacro dell'anfiteatro e delimita un vasto cortile che occupa circa un quarto della superficie dell'arena e della cavea. Il fabbricato comprende un bel portico del seicento con cornici e modanature in cotto e un fregio sgraffito. Probabilmente era a tre piani: al piano terra si trovano grandi ambienti e varie sale; gli spazi del secondo forse ospitavano il dormitorio e l'oratorio; l'esistenza del terzo piano si desume dalla presenza di due monofore del XII secolo. Su tutto l'asse minore dell'anfiteatro è presente un edificio lineare dove al piano superiore sono state individuate 25 cellette tutte uguali. In asse con questa costruzione si innesta la chiesa di San Gregorio Minore, prima edificazione che sancì il cambiamento d'uso dell'anfiteatro.
Venne chiamato del Palazzo, perché sorto sopra il Palatium, cioè sopra un'antica costruzione monumentale e maestosa. I due monasteri erano collegati per mezzo di orti e giardini.
I caratteri stilistici degli ambienti del Monastero del Palazzo risultano fortemente manomessi dalle esigenze della vita di caserma e dalla presenza di svariate attività come botteghe, officine e magazzini.
Nel 1947 alcuni ambienti furono utilizzati dall'amministrazione comunale che aveva urgenza di sistemare gli sfollati. Nei primi anni cinquanta il monastero venne occupato dalle famiglie indigenti che abusivamente si insediarono nei locali del convento. 
 La questione dei senza tetto per lungo tempo compromise la natura e il recupero degli edifici.
Per molto tempo quest'area è stata chiamata La kasbah.

### La chiesa di San Gregorio minore ode griptis
La chiesa romanica di san Gregorio Minore o de griptis, già esistente nel 1115 dipendente dall'abbazia di Sant'Eutizio, è stata costruita sulla cavea dell'anfiteatro; la denominazione de griptis fu adottata a causa della vicinanza dei ruderi dell'anfiteatro, le cui arcate ormai spoglie e smembrate somigliavano a grotte rocciose. È una delle tre chiese spoletine dedicate al prete martire Gregorio di Spoleto. La decisione di costruirla in quel punto fu dei cristiani spoletini che volevano ricordare i santi locali uccisi proprio in quell'edificio dagli imperatori Massimiano e Diocleziano. Sotto conservava un ambiente, probabilmente pertinente all'anfiteatro, convertito in cappella e denominato "camposanto", forse il luogo preciso del martirio di San Gregorio.
Rifatta nel 1725 in posizione più avanzata rispetto all'edificio romanico precedente, presenta un'unica navata, con nicchie ricavate nello spessore dei muri per ospitare cappelle; il tutto, compreso il presbiterio rettangolare, è ornato di stucchi. 

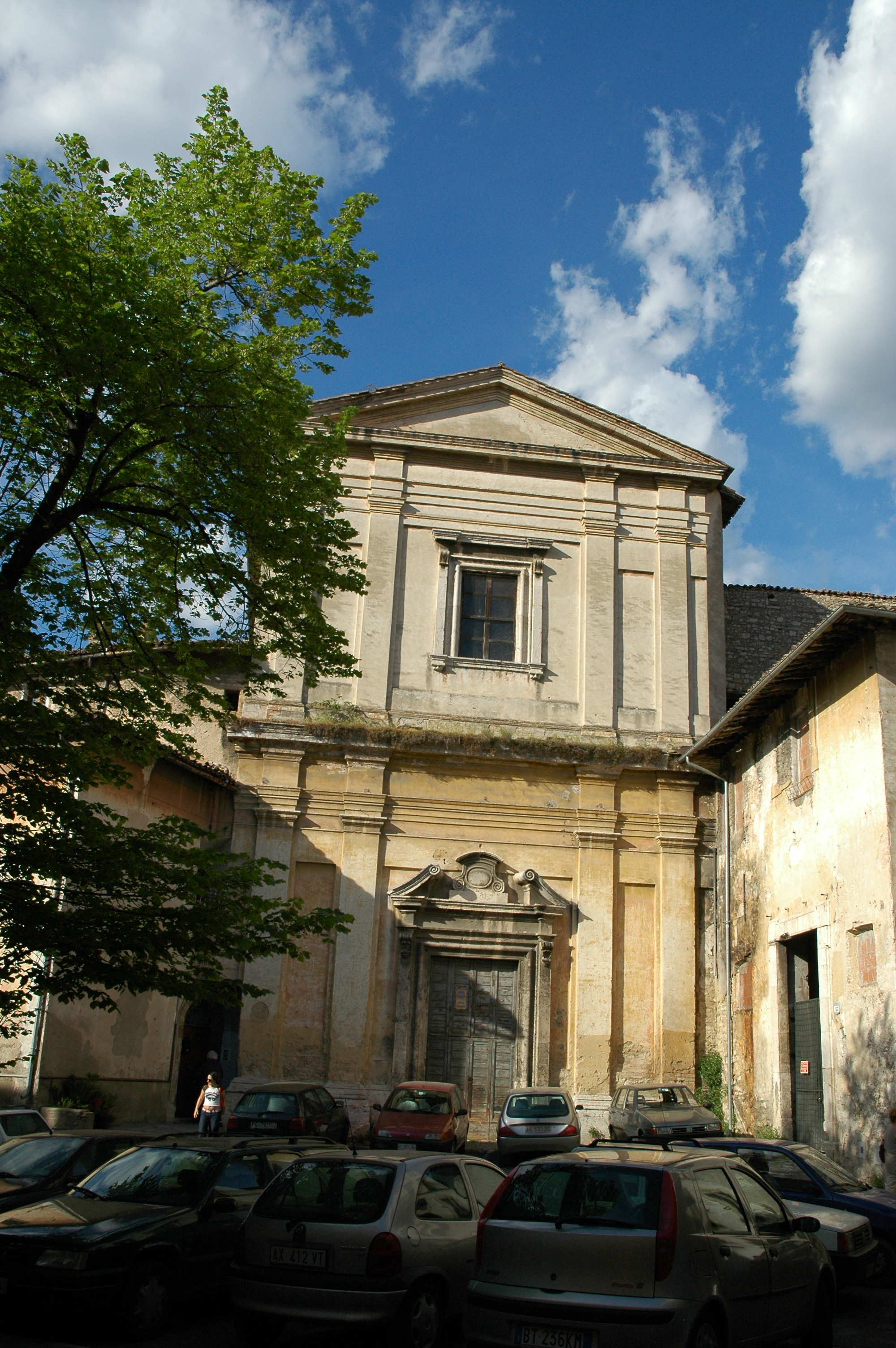
Chiesa di San Gregorio de griptis

Attualmente (dicembre 2014) la chiesa è chiusa e non agibile.

### La CasermaSevero Minervio
Nel luglio 1866 in seguito alla concessione di un reggimento alla città di Spoleto e alla soppressione delle corporazioni e degli ordini religiosi, molti conventi passarono ai comuni e furono occupati per uso militare. I monasteri della Stella e del Palazzo, essendo due grandi conventi attigui, con ampi cortili e porticati, capaci di ospitare almeno 600 persone, situati in prossimità di risorse idriche, furono prescelti dal governo e destinati dal Ministero della Guerra a collegio dei figli dei militari. Progetto che non si realizzo poiché, a lavori quasi ultimati, i locali vennero improvvisamente occupati con la forza dai militari; divenne quindi sede del Reggimento di Fanteria assegnato stabilmente alla città. 
L'area dapprima chiamata Caserma della Stella, venne poi rinominata Caserma Severo Minervio. Per aumentare i volumi abitativi, venne costruito un nuovo corpo parallelo alla via della Valle, oggi via dell'Anfiteatro, che sostituì il muro di cinta del monastero, cambiandone completamente il prospetto. Inoltre per motivi di sicurezza, venne chiusa da un cancello la strada interna (via delle Murelle) delimitata dalla cerchia delle mura medioevali e dallo stesso monastero.
La città di Spoleto, che già prima del periodo post-unitario aveva adattato e resi disponibili vari edifici religiosi ad uso militare, si trasformò in uno dei principali centri militari di rilevanza nazionale, tanto da diventare nel 1876 sede del Distretto militare competente anche per i territori di Terni e Foligno.
Nel 1910, grazie all'interessamento del Sordini, il Comune deliberò la creazione di un ingresso diretto per l'Anfiteatro, per permetterne la visione a eventuali visitatori. Nel 1917, in parte dell'edificio, venne allestito un ospedale militare riservato ai prigionieri di guerra feriti.
Intorno al 1930 numerosi militari, ufficiali e sottufficiali popolavano la città, tanto che intorno ai due monasteri sorsero locande, trattorie, osterie, botteghe di barbieri, il tutto strettamente collegato alla vita della caserma. 

Tuttavia la nascita della caserma determinò la chiusura e la separazione dell'intero complesso dalla città, chiusura che è durata fino all'anno 2000. Negli anni gli edifici vennero manomessi in base alle esigenze del reggimento militare; considerevoli ammodernamenti strutturali avvennero nel 1940 e interessarono sia gli spazi interni sia quelli esterni; il piano terra della chiesa dei SS. Stefano e Tommaso venne utilizzata dapprima come magazzino, poi come palestra di circa 360 m²; i piani superiori vennero attrezzati a camerate per accogliere il 52º Reggimento fanteria "Alpi".
Lo stato di degrado avanzò inesorabile quando tali ambienti vennero abbandonati dal distretto militare. 

I secondi piani furono adattati ad alloggi per famiglie senza tetto; il Ministero della difesa ne rivendicò l'uso per quasi 20 anni, solo nel 1962 il Comune riconsegnò alcuni dei locali. 
Nell'atrio dell'ingresso principale della caserma, in via Anfiteatro, c'è una targa in bronzo che riporta il testo del telegramma datato 4 novembre 1918 inviato dal generale Armando Diaz per annunciare la sconfitta dell'esercito austroungarico e la fine del primo conflitto mondiale.

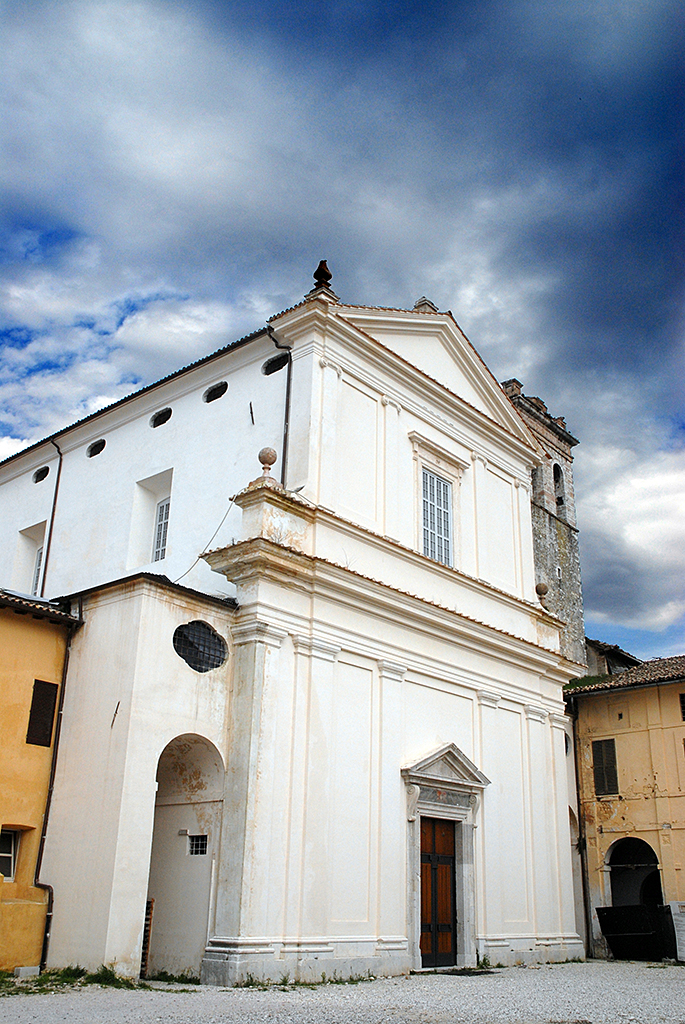
Auditorium della Stella

## Dopo il 2000
Dal 1962 per almeno 30 anni il Comune non intervenne nemmeno per la semplice manutenzione, poiché tutto il fabbricato era di pertinenza dell'autorità militare. La prima richiesta ufficiale di restituzione dell'area da parte del Comune al Comando Militare Generale risale al 1996. L'obiettivo era giungere in tempi brevi all'apertura al pubblico del complesso, premessa necessaria per creare una mobilitazione degli studiosi e dell'opinione pubblica utile ad ottenere dal governo i finanziamenti necessari per il recupero.
Nel 2000 il comune arriva in via ufficiale alla totale acquisizione dell'area, mentre il demanio militare procede alla definitiva dismissione della Caserma Minervio.
Vengono subito realizzate indagini storico-archeologiche allo scopo di acquisire informazioni sulle numerose fasi di vita di ogni edificio. 

L'attività di recupero e di valorizzazione dell'area procederà per comparti: 
- il primo comparto comprende la chiesa dei SS. Stefano e Tommaso, il Monastero della Stella con chiostri e porticati al piano terra e loggiati al primo piano, l'antica corsia del brefotrofio sulla sinistra della chiesa, e l'oratorio ottagonale;
- il secondo comprende l'edificio a due piani con due torrette laterali visibile sulla via dell'Anfiteatro, corrispondente all'ex caserma, costruito nella seconda metà dell'Ottocento.
- il terzo comprende il Monastero del Palazzo, dalla forma semiellittica come il contorno dell'anfiteatro su cui venne edificato, e due chiostri.

Gli interventi ad oggi effettuati, grazie a finanziamenti pubblici, hanno riguardato:
- la chiesa dei SS. Stefano e Tommaso, ristrutturata e trasformata in auditorium; la sua inaugurazione è avvenuta nel 2004 in occasione del 47 Festival dei Due Mondi
- la corsia dell'ospedale occupata prima dai bambini abbandonati, poi usata come lavanderia dai militari; è stata recuperata e adattata ad alloggi per studenti; vi risiedono gli uffici del Teatro lirico sperimentale
- il percorso di vicolo delle Murelle è stato riaperto, dopo la chiusura voluta a fine ottocento dai militari per problemi di sicurezza
- la messa in sicurezza dal punto di vista strutturale di tutta l'area.

Il restante patrimonio architettonico è in attesa di recupero e riuso.